# New York New York (videogioco)
New York New York (ニューヨークニューヨーク?, Nyū Yōku Nyū Yōku) è un videogioco arcade del 1980 realizzato dalla software house giapponese Sigma Enterprises. Il titolo venne concesso in licenza alla Gottlieb per la pubblicazione in Nord America. Il giocatore dovrà proteggere New York da un'invasione di UFO.

## Modalità di gioco
New York New York è uno sparatutto a schermata fissa simile ad altri del suo periodo. Il livello è unico e mostra lo spazio profondo con visibile parte della città di New York.
Viene controllata una astronave spostabile col joystick a destra e a sinistra nella parte inferiore dello schermo. Il giocatore guadagna punti sparando alle navicelle aliene nemiche, le quali non appaiono in una classica formazione ma in serie, girano in tondo, quindi escono. Mentre si muovono in quel modo fanno apparire quella che sembra una ruota, che può essere sparata ripetutamente per farla esplodere ed eliminare quante più navicelle sullo schermo. Dopo averle annientate, il giocatore deve riuscire a centrare la parola "UFO" per ottenere un bonus.
Una vita viene perduta nel caso l'astronave venga colpita dal fuoco nemico o scontrata con una navicella. Il game over avviene una volta che tutte le vite sono esaurite.